# Guldbagge 1996
La 31ª edizione del Premio Guldbagge si è svolta a Stoccolma il 12 febbraio 1996. Da questa edizione si aggiungono le categorie "Migliore attrice non protagonista" (Bästa kvinnliga biroll) e "Migliore attore non protagonista" (Bästa manliga biroll).

## Vincitori
Vengono di seguito indicati in grassetto i vincitori. Ove ricorrente e disponibile, viene indicato il titolo in lingua italiana e quello in lingua originale tra parentesi.
Miglior film
- Passioni proibite (Lust och fägring stor), regia di Bo Widerberg
  - Pensione Oskar (Pensionat Oskar), regia di Susanne Bier
  - En på miljonen, regia di Måns Herngren e Hannes Holm

Miglior regista
- Bo Widerberg - Passioni proibite (Lust och fägring stor)
  - Tomas Alfredson - Bert – Den siste oskulden
  - Kristian Petri - Sommaren

Miglior attrice
- Gunilla Röör - Sommaren
  - Marika Lagercrantz - Passioni proibite (Lust och fägring stor)
  - Stina Ekblad - Pensione Oskar (Pensionat Oskar)

Miglior attore
- Loa Falkman - Pensione Oskar (Pensionat Oskar)
  - Johan Widerberg - Passioni proibite (Lust och fägring stor)
  - Peter Haber - Vita lögner

Miglior attrice non protagonista
- Sif Ruud - Stora och små män e Pensione Oskar (Pensionat Oskar)
  - Birgitta Andersson - Jönssonligans största kupp
  - Frida Hallgren - 30:e november

Miglior attore non protagonista
- Tomas von Brömssen - Passioni proibite (Lust och fägring stor)
  - Jonas Karlsson - 30:e november
  - Thommy Berggren - Stora och små män

Migliore sceneggiatura
- Jonas Gardell - Pensione Oskar (Pensionat Oskar)
  - Hannes Holm e Måns Herngren - En på miljonen
  - Kristian Petri e Stig Larsson - Sommaren

Migliore fotografia
- Jan Röed - Atlanten
  - Göran Nilsson - Stora och små män
  - Stefan Kullänger - Sommaren

Miglior film straniero
- Prima della pioggia (Pred doždot), regia di Milčo Mančevski
  - Lamerica, regia di Gianni Amelio
  - Pallottole su Broadway (Bullets Over Broadway), regia di Woody Allen

Premio per il contributo creativo
- Hasse Ekman